# Cylindrothecium attenuatum
Cylindrothecium attenuatum är en bladmossart som först beskrevs av Mitten, och fick sitt nu gällande namn av Jean Édouard Gabriel Narcisse Paris 1894. Cylindrothecium attenuatum ingår i släktet Cylindrothecium, klassen egentliga bladmossor, divisionen bladmossor och riket växter. Inga underarter finns listade i Catalogue of Life.